# Boulbon
Boulbon är en kommun i departementet Bouches-du-Rhône i regionen Provence-Alpes-Côte d'Azur i sydöstra Frankrike. Kommunen ligger  i kantonen Tarascon som ligger i arrondissementet Arles. År 2022 hade Boulbon 1 531 invånare.

## Befolkningsutveckling
Antalet invånare i kommunen Boulbon
Referens:INSEE